# Eikenbladvlo
De eikenbladvlo (Trioza remota) is een bladvlo behorend tot de familie Triozidae. Hij maakt gallen op de bladeren van eiken.

## Levenswijze
De larven leven in ondiepe putjes aan de onderkant van het blad. De laatste vervelling is omstreeks september. De volwassen dieren blijven nog een maand op de waardplant, verplaatsen dan naar coniferen om daar te overwinteren.

## Waardplant
- Quercus infectoria subsp. veneris
- Quercus macranthera
- Quercus petraea
- Quercus pubescens
- Quercus robur
- Quercus rubra